# フランシス・マカンバーの短い幸福な生涯
「フランシス・マカンバーの短い幸福な生涯」(The Short Happy Life of Francis Macomber)は、アーネスト・ヘミングウェイの短編小説である。アフリカを舞台にした作品で、コスモポリタン誌の1936年9月号に「キリマンジャロの雪」と同時掲載された。この物語は、最終的にゾルタン・コルダ(Zoltan Korda)監督により「決死の猛獣狩り」(The Macomber Affair、1947年)というタイトルで映画化された。ロバート・ウィルソン役は、グレゴリー・ペック、フランシス・マカンバー役がロバート・プレストンである。

## あらすじ
「フランシス・マカンバーの短い幸福な生涯」は、主な２人の男性、フランシス・マコンバーとロバート・ウィルソンの視点を通して語られる物語である。
フランシスと彼の妻、マーゴットは、架空のアフリカで大物サファリに参加している。
白人のプロのハンターで狩猟案内人のロバート・ウィルソンが説明するところによると、「銃を持つ人間」と「個人的な男の子」はスワヒリ語を話し、時には違法な鞭打ちを受けることもある。以前、負傷したライオンが彼に襲いかかった時、フランシスはパニックに陥り、マーゴットはマコンバーを彼女の目から見て臆病なダメおやじと嘲笑した。ウィルソンは、内面的な独白ではマコンバーに批判的であるが、経験豊富なハンターのお決まりの流儀でマコンバーを見た目だけでも指導してやろうと思っている。これはフランシスの一種の35歳の「成人式」、一人前の男になるための儀式の物語である。
フランシスは、頭の中に浮かんでくる走馬灯の中で、傷つき、突進してくるライオンから臆病にもひたすら逃げまどう。フランシスがその醜態を晒した日の夜、彼の妻マーゴットは浮気をし、ガイドのウィルソンに抱かれている。反対から見ると、ウィルソンはサファリ客のマコンバーに襲いかかった負傷したライオンを殺し、求められて彼の不幸な妻とセックスをしている。マコンバーは、このドラマのすべてを承知していて、ウィルソンを内心では嫌いながら、それでも「必要」としている。ウィルソンが言うように、これはフランシスがいい年をして、男になるチャンスなのである。
翌日、パーティーはバッファローを狩りに行く。マコンバーとウィルソンは一緒に狩りをし、3匹のバッファローを撃つ。バッファローのうち2匹は射殺されたが、最初のバッファローは負傷しただけで、茂みの中に隠れてしまった。
マコンバーは今や自信にみなぎっている。3人は全員でお祝いにウイスキーを飲む。
マーゴットはフランシスがバッファローを殺したのに当初怒りを感じていたが、そのうち恐怖から信頼に変わっていく。ウィルソンは、彼女の夫に対する見方の変化を感じている。彼の見方では、彼女は現在、夫の自信の高まりを恐れている。ウィルソンはフランシスを誇りに思っており、彼の仕事は終わったと感じている。彼はフランシスが彼の姦淫の妻に立ち向かうのを助け、彼がバッファローを殺すのを助けてやった。
ウィルソンが姦淫に関与する責任を負うことは決してありません。彼は、「偉大な白いハンター」と一緒に寝ないとサファリが完成しないと感じる女性により良いサービスを提供するために、テントにダブルコットを提供する。
銃を持った人男たちは、最初のバッファローが死んでおらず、背の高い草に隠れていると報告している。ウィルソンはマコンバーに再び焦点を合わせ、前日のライオン狩りの状況と並行して、負傷したバッファローを追跡するのを手伝おうとする。しかし、マコンバーは今回、勇気を持って自信を持っている。もちろん、ウィルソンも誇りに思っている。
彼らがバッファローを見つけた時、当然それはマコンバーの獲物である。彼は地面に立ってバッファローに発砲するが、彼の狙いは高すぎた。ウィルソンも獣に発砲するが、それは装填に時間がかかる。同時に、マーゴットは車から狙い撃つが、それはマコンバーの頭蓋骨に当たり彼は即死する。

## 発表の経緯
「フランシス・マカンバーの短い幸せな生活」は、コスモポリタンの1936年9月号に掲載され、その後、第5列と第49話（1938年）に掲載されました。

## 作品の主題
「フランシス・マコンバーの短い幸せな人生」の本質は、勇気と恐れの対比である。メロウはこの話を「ヘミングウェイの古典的な恐怖研究の1つ」と表現した。マコンバーはライオンの咆哮を聞き、「ヘミングウェイが指摘しているように、勇敢な男は常にライオンに3回怯えている」と言っているソマリアのことわざを聞いたことがないので、神経質になることはない。３回とは、ライオンの足跡を見た時、ライオンの咆哮を聞いた時、ライオンに直面した時である。ヘミングウェイは、マコンバーはマコンバーはライオンの咆哮を恐れており、「彼はソマリアのことわざを知らなかった」ので、彼の恐れに神経質になっていると説明する。
ウィルソンには勇気があるが、ライオンを恐れているマコンバーには勇気はない。妻が数時間前にウィルソンのテントから逃げ出した臆病な夫が、突進するバッファローに立ち向かう勇気を見つけたとき、彼は自分が望むアイデンティティをでっち上げる。それは、野生動物と妻の両方に立ち向かう勇気である。
悲劇的なことに、マコンバーの幸福は数時間で、そして実際には数分で測定されてしまう。ヘミングウェイの伝記作家、カルロス・ベイカーは、バッファローが突撃するにつれてマコンバーは恐怖を失い、恐怖の喪失はマコンバーを男らしさに導き、マーゴットは即座に殺すと述べている。
ベイカーは、ウィルソンが女性から拘束されていない男性（というのも、ウィルソンは、マーゴットが彼を支配することを拒否したため）または恐れのない男性を象徴していると指摘する。ウィルソンは、マコンバーがそうなりたいと思う男性なのである。ウィルソンは、自分がライオンを撃ち殺すとき、マーゴットは支配される必要のある女性であることを理解している。
ジェフリー・マイヤーズは、マーゴット・マコンバーを物語の悪役だと考える。　マーゴットは、「裏切り者であり殺人者でもある、（受動的というよりは）略奪的な女性」のキャラクターを演じている。彼女は「射撃とセックス」の関係を強調してもいる。
フランシス・マコンバーは、マーゴットの操作的で横暴な影響下で、彼の成人期のほとんどを生きてきた。彼は自分自身で彼女と向き合い、彼らの結婚において彼のリーダーシップを主張することはできず、彼女が彼のいたるところに足を踏み入れることを許している。
本文は、ウィルソンとの関係がマーゴットが彼女の夫をだましたのは初めてではないことを暗示している。ライオンから逃げるマコンバーは、ベテランのハンターで狩猟のベテランのウィルソンと比べるても印象的ではなく、危険に直面しても冷静で落ち着いている。
ライオンとの遭遇でマコンバーが、男らしさを失ったことは、妻マーゴットが露骨に彼をだましているときに彼が受ける打撃を反映している。これは彼を端から追い出すように見える。マコンバーは、自身の怒りを狩りの激しさに変換しようとする。彼は、失った、またはおそらく一度も持っていなかった男らしさを取り戻そうとしているので、狩りの間に自信と勇気の高まりを経験するのである。
マコンバーの変容は、最初はマコンバーの「ライムジュースにするか、それともレモンスカッシュ」が欲しいかという問い掛けで象徴されているが、バッファローハントの終わりに、彼とウィルソンはウイスキーでの成功を乾杯する。マコンバーは臆病なウサギの飲用ジュースからハンターに進歩し、より男性的なハードリカーをダウンさせる。　ヘミングウェイはまた、「短い幸せな人生」のシンボルとして動物を採用している。マコンバーはウサギと呼ばれ、彼の猟の獲物の1つは「うさぎのようにジャンプする大きな牛のようなもの」の1つと説明されている。彼の征服は穏やかな動物であり、簡単に怖がるようなレベルである。反対に、マーゴットはライオンのように「略奪的」と表現される。狩猟中のマコンバーの臆病との比較は明らかである。ウサギであるマコンバーは、ライオンである妻から逃げ回る。彼の勇気を組み立てることは、ライオンに関連した経験であるマコンバーの熱い怒りが媒介として必要となる。
最終的に、マコンバーは彼が撃ったバッファローの姿勢をそのまま写したかのように、死んで横たわっている。ウィルソンは死んだ生き物を「良い雄牛の地獄」としてほめたたえるが、それはマコンバーが征服した獣の権利によって最終的に尊敬に値することを意味している。
マーゴットは、マコンバーの突然の自信と彼の男らしさの主張に邪魔され、彼女の支配が脅かされていると感じる。 バッファロー狩りの後の彼の爽快感は、彼女を不安にさせるに充分である。しかし、マコンバーが少年から人間に移行すると、死が訪れる。ヘミングウェイは幸福についての彼の見解を披瀝する：それは、どんなに短くても、確信を持った幸福の瞬間でさえ、自分の人生を検証するのに十分であるというものである。
マーゴットが彼を殺したのは偶然ではない。彼女がマコンバーを殺害したのか、それとも誤って殺したのかは、未解決の議論である。彼女が故意に彼を撃った場合、彼女は彼女の支配を維持し、彼女が彼の富を維持することを保証している（この財産は、おそらく彼女が彼と結婚した唯一の理由でもある）。
銃撃がたまたまの事故であった場合、その瞬間は悲劇的であるだけでなく、優しいものでもある。夫が男になるのを目の当たりにしたばかりで、夫婦関係の終焉を恐れながらも、新たにスタートするエネルギーに元気づけられている。マーゴットは、危険に直面して夫を救おうとして、夫を守るために銃を手に取った。かつて、夫と妻は同じ側にいて、同じ雄牛を撃っていた。彼女が救おうとしている男を殺すのは悲劇的な皮肉だが、それはヘミングウェイの人生についての意見でもある。最も甘い瞬間は短命なものである。
マーゴットのショットの3番目の解釈は、彼女が自分で雄牛を殺すことによって夫に対する支配を取り戻そうとしているということである。この場合、彼女は自分の力を取り戻しますが、自分が制御しようとしているものを破壊してしまう。弾丸は彼女が回避したかったことを正確に達成してしまう。

## 批評

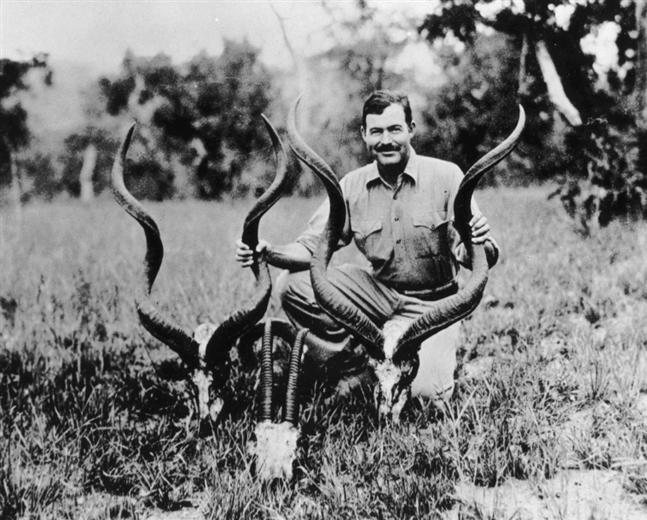
アーネストヘミングウェイが1934年2月にアフリカでクーズーとポーズをとる。JFKライブラリー

「フランシス・マカンバーの短い幸せな生活」は、ヘミングウェイの最も成功した芸術的業績の1つとして高く評価されている。
登場人物は漠然としていて複雑であり、その動機について活発な議論が行われている。批評家のケネス・G・ジョンストンの推定では、「一般的な批判的な見解は、彼女が故意に、またはせいぜい「偶然に」彼を殺害したというものである」 が、ジョンストン自身を含め、反対の意見を持っている人は大勢いる。
ヘミングウェイ研究者のカルロス・ベイカーは、マーゴット・マコンバーを「ヘミングウェイの架空の女性の中で最も不謹慎な女性」と呼んでいる。彼女は「本当にそして文字通り致命的である」、そして「彼女の夫のお金を切望するが、彼に対する彼女の力をさらに大切にする」女性だという。　文芸評論家であり、ヘミングウェイの初期の師であるエドマンド・ウィルソンは、「…これらのアフリカの物語の男性は、最も魂を破壊する種類のアメリカの売女(bitches)と結婚している」と率直に観察した。マーゴットに関して同様の見解を持っている他の批評家には、フィリップ・ヤング、レスリー・A・フィードラー、フランク・オコナーがいる。
ヘミングウェイがロバート・ウィルソンを勇敢で超男性的な男性の彼の理想を具現化した英雄的な人物として意図したかどうかという疑問もある。マーゴットの無実を主張する批評家は、ウィルソンのこの見方を疑問に付すかもしれない。マーゴットの意図は、銃撃の後でウィルソンに「なぜあなたは彼を毒殺しなかったのか？イギリスではみんなやってるだろう」と尋ねられた時、疑問を投げかけられることになる。ウィルソンが道徳の声たらんとするならば、告発はひどいものになる。しかし、ウィルソン自身が完璧な人物ではない場合、ウィルソンがマコンバー夫人を裁くというのは、いささか問題がある。
というのも、ウィルソンは車の中でバッファローを追いかけ、法律とおそらくヘミングウェイの狩猟の公フェアプレーの規範に違反しているためである。ケネス・G・ジョンストンは、ウィルソンは「夫の死は殺人と解釈される可能性があるとマコンバー夫人に信じさせることによって、多くの利益を得ることができる」と主張している。マーゴットがバッファロー狩りでのウィルソンの車の使用を正確に報告したら、彼は免許を失う可能性があるのだ。
『ロンリー・ボイス：ショート・ストーリーの研究』では、作家であり文芸評論家のフランク・オコナーは、普段はヘミングウェイを崇拝しているが、「ショート・ハッピー・ライフ」の興味深く不可解な要約を示している。